# Neprotembia
Neprotembia – wymarły rodzaj owadów z rzędu Cnemidolestodea i rodziny Sylvabestiidae. W zapisie kopalnym znany z permu, z terenu Rosji.
Owady o przednim skrzydle długości 13–15 mm, przynajmniej nieco wypukłym na przednim brzegu. Jego użyłkowanie cechowały: podwójny rząd komórek utworzony przez przednie odgałęzienia żyłki subkostalnej, biorący początek w nasadowej ⅓ skrzydła sektor radialny oraz prosta tylna żyłka kubitalna.
Rodzaj i gatunek typowy opisane zostały w 2004 Daniła Aristowa i zaliczone do świerszczokaraczanów z rodziny Aliculidae. W rok później tenże autor dokonał opisu kolejnego gatunku, a w 2014 przeniósł rodzaj do rodziny Sylvabestiidae w obrębie Cnemidolestodea. 
Do rodzaju tego zalicza się dwa gatunki:
- Neprotembia complicata Aristov, 2005 – jego skamieniałość odnaleziono w piętrze kunguru lub kazanu, na brzegu Workuty, na terenie Republiki Komi. Owad ten miał przednie skrzydła długości 13 mm, o polu kostalnym w nasadowej ⅓ szerszym od polu subkostalnego, a w dalszej części od niego nie węższym[2].
- Neprotembia truncata Aristov, 2004 – jego skamieniałość odnaleziono w piętrze kunguru, w Czekardzie na terenie Kraju Permskiego. Charakteryzowało go przednie skrzydło o długości 15 mm i polu kostalnym węższym od polu subkostalnego[1].